# Noordse combinatie op de Olympische Winterspelen 1988
Noordse combinatie is een van de sporten die beoefend werden tijdens de Olympische Winterspelen 1988 in Calgary, Canada.
De wedstrijden werden gehouden in het Canada Olympic Park voor wat betreft het onderdeel schansspringen; het onderdeel langlaufen vond plaats in  het Canmore Nordic Centre.
Het onderdeel "Team event" stond voor de eerste maal op het programma.

## Heren

### Individueel
| rang   | sporter(s)         | land | sprong (ptn) | 15 km (tijd) | verschil |
| ------ | ------------------ | ---- | ------------ | ------------ | -------- |
| Goud   | Hippolyt Kempf     | SUI  | 217.9        | 38:16.8      |          |
| Zilver | Klaus Sulzenbacher | AUT  | 228.5        | 39:46.5      | + 19.0   |
| Brons  | Allar Levandi      | URS  | 216.6        | 39:12.4      | + 1:04.3 |
| 4      | Uwe Prenzel        | GDR  | 207.6        | 38:18.8      | + 1:10.7 |
| 5      | Andreas Schaad     | SUI  | 207.2        | 38:18.0      | + 1:12.5 |
| 6      | Torbjørn Løkken    | NOR  | 199.4        | 37:39.0      | + 1:15.5 |
| 7      | Miroslav Kopal     | TCH  | 208.7        | 38:48.0      | + 1:32.5 |
| 8      | Marco Frank        | GDR  | 209.4        | 39:08.2      | + 1:48.1 |

### Team
| rang   | sporter(s)                                            | land | sprong (ptn)      | 10 km (tijd)            | verschil  |
| ------ | ----------------------------------------------------- | ---- | ----------------- | ----------------------- | --------- |
| Goud   | Thomas Müller Hans-Peter Pohl Hubert Schwarz          | FRG  | 204.7 227.2 197.9 | 27:26.7 27:45.7 25:33.6 | 1:20:46.0 |
| Zilver | Fredy Glanzmann Hippolyt Kempf Andreas Schaad         | SUI  | 195.4 199.8 176.2 | 25:34.7 25:12.9 25:09.8 | +3.4      |
| Brons  | Hansjörg Aschenwald Günther Csar Klaus Sulzenbacher   | AUT  | 193.7 204.5 228.4 | 26:39.7 28:33.7 25:47.5 | + 30.9    |
| 4      | Torbjørn Løkken Hallstein Bøgseth Trond-Arne Bredesen | NOR  | 195.0 201.1 200.5 | 26:18.6 27:04.0 25:25.8 | + 48.6    |
| 5      | Thomas Prenzel Marko Frank Uwe Prenzel                | GDR  | 183.9 195.9 191.8 | 26:23.9 26:12.1 25:37.5 | + 2:18.5  |
| 6      | Ladislav Patras Jan Klimko Miroslav Kopal             | TCH  | 192.0 184.7 196.8 | 26:49.7 26:30.4 25:42.0 | + 2:57.1  |
| 7      | Pasi Saapunki Jouko Parviainen Jukka Ylipulli         | FIN  | 165.0 201.9 194.4 | 26:29.7 26:42.3 26:44.3 | + 4:52.3  |
| 8      | Jean Bohard Xavier Girard Fabrice Guy                 | FRA  | 178.0 187.2 175.8 | 27:04.9 26:43.2 25:57.3 | + 6:23.4  |

## Medaillespiegel
| rang | land                     | goud | zilver | brons | totaal |
| ---- | ------------------------ | ---- | ------ | ----- | ------ |
| 1    | Zwitserland              | 1    | 1      | 0     | 2      |
| 2    | Bondsrepubliek Duitsland | 1    | 0      | 0     | 1      |
| 3    | Oostenrijk               | 0    | 1      | 1     | 2      |
| 4    | Sovjet-Unie              | 0    | 0      | 1     | 1      |
|      |                          | 2    | 2      | 2     | 6      |